# Абделмалек Селал
Абделмалек Селал (арап. عبد الملك سلال; Константин, 1. август 1948) алжирски је политичар и премијер Алжира од 2012. до 2014. године. Радио је у министарству спољних послова, а од 1996. до 1997. био је алжирски амбасадор у Мађарској. Од 1998. до 2012. је служио у неколико министарстава, када га је председник Абделазиз Бутефлика поставио за новог премијера.